# バークリー音楽大学
バークリー音楽大学（バークリーおんがくだいがく、英語: Berklee College of Music）は、マサチューセッツ州ボストン市に本部を置くアメリカ合衆国の音楽大学。1945年創立、1970年大学設置。大学の略称はバークリー。
主にジャズおよび現代アメリカ音楽などの商業音楽全般を専門とする世界最高の音楽大学である。ロック、フラメンコ、ヒップホップ、レゲエ、サルサおよびブルーグラスなど多岐にわたるコースを設けている。
オーディションなどの試験を通過した有能な学生が集まり、世界的ギタリスト・作曲家・プロデューサーなど、時代を代表する音楽家を輩出し続け、卒業生にはアメリカ音楽界で最高の栄誉とされるグラミー賞受賞者が100名を超える。

## 歴史

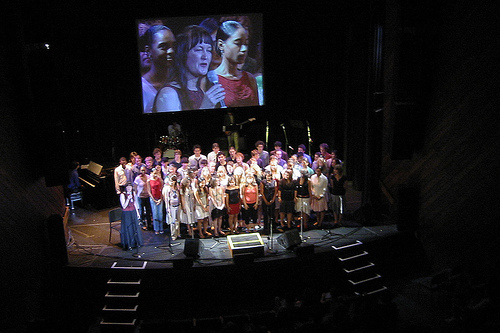
学内の実習劇場の舞台

バークリー音楽大学は、1945年ローレンス・バーク(Lawrence Berk, 1908-1995)によって「シリンガー音楽院」(Schillinger House of Music)という名前の音楽私塾として創立された。これは、バークが師事したヨーゼフ・シリンガーの名前にちなんだもので、元々この学校の目的は、シリンガー・システムという音楽理論の手法を教えるということにあった。1954年学校のカリキュラムが拡張され、バークは、学校名を彼の息子リー・バーク(Lee Berk)の名前をとって、「バークリー音楽学校」(Berklee School of Music )と改めた。ただし、リー・バーク自身は音楽を学ぶことはなかった。
1970年に音楽大学の創設の認可を得て、「バークリー音楽大学」(Berklee College of Music )と二度その名を改めた。
この大学が創立された当時、ほとんどの音楽学校は、主にクラシック音楽しか教えていなかった。バークリーの創立意図は、当時確立の過程にあり、当然他の学校では教えていなかった現代ポピュラー音楽の理論を提供しようということであった。
現在ではスペイン・バレンシアにもキャンパスがあり、ディプロマ(修了課程)や通信教育課程も併設している。入学には残高証明書を提出する必要があり、日本から渡航した際には、学費や生活費を含め年間1,000万円は必要である。年々学費が上がってきている。2015年にボストン音楽院を買収し、クラシック音楽の学科を複数開設した。
2020年には出身生が在籍するドリーム・シアターとバークリー音楽大学が学生ミュージシャンを支援するために「ドリーム・シアター奨学基金（Dream Theater Scholarship Fund）」を設立した。

## 課程
バークリーには現在、学士や修士が得られる政府認可の音楽大学と無認可校の音楽専門学校が併設されている。また音楽大学と専門学校共にインターネットによる通信教育課程が存在する。
バークリー音楽大学への入学試験は厳しく、全志願者の5%であるとされている。
- Degree Program (音楽大学・大学院課程)
- Certificate Program (1年間の通学、または通信教育による音楽専門学校課程)
- Summer Program (数か月の短期履修コース)
- Internship Program (卒業生向け履修コース)
- Fellowship Program (音楽教室)

## 学科

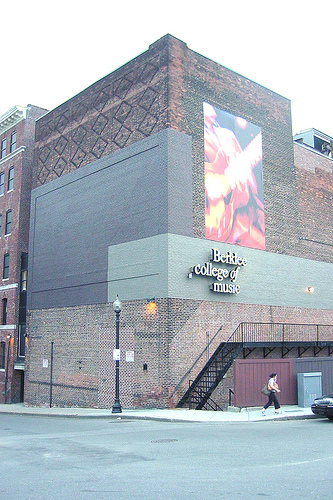
バークリー音楽大学の劇場の裏口

現在、同音楽学校には32の学科が存在し、入学願書提出時に6の基本専攻を選択するのみで学科を決める必要はなく、3セメスター(学期)目の終了までに決めればよい。また、その後の変更も可能である。なお、職業音楽科以外なら、どの学科でも二次専攻として2つ学科を選ぶ事が出来る。デュアルメジャーの場合、卒業までに5年かかる。
- Contemporary Performance (Global Jazz Concentration)
- Contemporary Performance (Production Concentration)
- Global Entertainment and Music Business
- Music Production, Technology, and Innovation
- Music Therapy
- Scoring for Film, Television, and Video Games

## 学生数
公式発表によると2013年の時点で4,447名の学生と564名の起用職員を擁している。外国人留学生の割合は28%以上で、世界の91か国以上の国々から来ているとしている。

## 卒業生および出身生
2013年の時点でバークリー卒業生99名によって229のグラミー賞を受賞したと発表している。

### 卒業生
英語版：List of Berklee College of Music alumniも参照
- ヴィブラフォン
  - ゲイリー・バートン
- ギター
  - アダム・デュトキエヴィッチ (KILLSWITCH ENGAGE)
  - アル・ディ・メオラ
  - ウェイン・クランツ
  - エリック・クラズノー (ソウライヴ、レタス)
  - ジョン・アバークロンビー
  - ジョン・スコフィールド
  - スティーヴ・ヴァイ
- サキソフォン
  - エリック・マリエンサル
- 作曲・編曲
  - アラン・シルヴェストリ
  - クインシー・ジョーンズ
  - ハワード・ショア
  - ビル・ブラウン
  - 顧嘉煇
- ドラム
  - ヴィニー・カリウタ
  - エイブラハム・ラボリエル・ジュニア
  - スティーヴ・スミス
  - ハーヴィー・メイソン
  - ロッド・モーゲンスタイン
- トランペット
  - ロイ・ハーグローブ
- ピアノ（鍵盤系）
  - キース・ジャレット
  - ブルース・ホーンズビー
- ベース
  - エイブラハム・ラボリエル
  - エスペランサ・スポルディング
  - トニー・グレイ
- ボーカル
  - パク・ボム (2NE1)
  - フアン・ルイス・ゲラ
  - ヘンリー・ラウ (SUPER JUNIOR-M)
  - マイケル・リーバス
  - 王力宏 (ワン・リーホン)
  - MJ・ロドリゲス
  - 王源
- ボーカル＆楽器
  - スーザン・テデスキ
  - ダイアナ・クラール
- マンドリン
  - シエラ・ハル
- ラッパー・DJ
  - ミス・マネー
- その他
  - The Click Five (Kyle, Joe, Ethan, Joey, Ben)

### 卒業生・日本人
- ジョー・リノイエ
- キャロライン
- THE RiCECOOKERS（廣石友海、藤井恒太、若林大祐、大山草平）
- 川田瑠夏
- YANAGIMAN
- 南博
- 渡辺貞夫
- 納浩一
- 穐吉敏子
- 小曽根真
- 熊谷駿
- タイガー大越
- 上原ひろみ
- 遠山哲朗
- ミッキー吉野
- 山中千尋
- アキコ・グレース
- 矢口壹琅 - プロレスラー
- MALTA
- 木原健太郎
- 小林洋平
- 津本幸司
- 有坂美香
- 大坂昌彦
- 大西順子
- 大林武司
- 藤森崇多
- 川江美奈子
- 宮崎隆睦
- 加藤健治
- 吉田次郎
- 佐藤允彦
- aika（平原愛花）
- 辻利恵
- トム兼松
- 坂野正崇
- トモ藤田
- Dr.Shingo
- 菱山正太
- 牧野元昭
- Hiroshi Watanabe
- むとうありさ
- 渡辺祐　Addictone（ギターブランド）
- RICKY - 音楽プロデューサー、作曲家
- Lia
- 岸本ひろし
- 上田麻美(ジャズ・ピアニスト）
- Hemenway（Isaac、Charm、Ogaching、Toshi）
- コトリンゴ
- 塩田哲嗣
- 中島小百合
- Yukihiro Kanesaka (YUKI KANESAKA/monolog/U-KEY)
- 菊田俊介
- 増田篤志
- 木村秀彬
- 久保直人 - 任天堂所属
- 嶋友行
- 松島啓之
- 山岸笙子(ジャズピアニスト)
- Kan Sano
- 秩父英里

### 出身生
出身生とは中退等により課程を修了していない者のこと。
- Keita The Newest
- 小泉享亮
- ジョー・ザヴィヌル
- キース・ジャレット
- 日向大介
- 野中英紀
- スティーブ・フォックス
- ドリーム・シアター
  - ジョン・ペトルーシ
  - マイク・ポートノイ
  - ジョン・マイアング
- エイミー・マン
- ジョン・メイヤー
- 渡邊琢磨 (COMBOPIANO)
- トレイ・パーカー
- ブライアン・トランソー
- 田中公平
- カート・ローゼンウィンケル
- 熊谷徳明 (TRIX)
- 浜口史郎
- ドス
  - イアル・レヴィ
  - マイク・キャメロン
- PSY[8]
- 渡辺俊幸[9]
- ジョエル・ストローゼル （KILLSWITCH ENGAGE）
- アレン・ハインズ
- アレックス・マカチェク
- 井上銘
- Gene Shinozaki
- ShotaroNakamura
- 山本真央樹